# Des pissenlits par la racine
Pour plus de détails, voir Fiche technique et Distribution.
Des pissenlits par la racine est une comédie noire italo-française réalisée par Georges Lautner et sortie en 1964.
Il s'agit d'une adaptation du roman de Clarence Weff, Y'avait un macchabée, paru en 1962 aux éditions Gallimard. Le film reprend aussi la trame narrative de Trois Étrangers (Three Strangers) de Jean Negulesco, film noir américain de 1946 sorti en France en 1947, où la recherche d'un ticket gagnant aux courses commence à Londres sur fond de nouvel an chinois.

## Synopsis
Jo Arengeot et « Pommes-chips » viennent de sortir de prison. Jo demande à Pommes-chips de jouer pour lui au tiercé. Peu après, Pommes-chips retrouve Jack, un rival amoureux, et le poursuit pour le tuer. Finalement, c'est Jack qui le tue accidentellement et cache son cadavre dans l'étui à contrebasse de son cousin Jérôme. Les deux hommes cherchent alors le meilleur moyen de se débarrasser du cadavre. Entre-temps, Jo découvre qu'il a gagné au tiercé. Mais le ticket gagnant est resté dans la veste de feu Pommes-chips, et Jo va tout faire pour tenter de le récupérer.
En toile de fond du début du film une pièce de théâtre intitulée La Lune dans la bière est jouée pour la cinquième année au théâtre de Paris. La pièce de théâtre semble une parodie loufoque à la fois du Prince Igor et de Guerre et Paix.

## Fiche technique
- Titre original français : Des pissenlits par la racine
- Titre italien : 7-9-18 da Parigi un cadavere per Rocky
- Réalisation : Georges Lautner
- Scénario : D'après le roman de Clarence Weff, Y'avait un macchabée, éditions Gallimard
- Adaptation : Georges Lautner, Clarence Weff, Albert Kantof
- Dialogues : Georges Lautner, Clarence Weff, supervisé par Michel Audiard
- Assistants réalisateurs : Albert Kantof, Olivier Pierre, Claude Vital
- Images : Maurice Fellous
- Opérateur : Loulou Pastier, assisté de Yves Rodallec et Étienne Rosenfeld
- Musique : Georges Delerue, blues chanté par Janine de Waleyne (éditions Robert Salvet)
- Décors : Jacques Chalvet
- Son : Antoine Archimbaud ; Mixage : Louis Perrin
- Montage : Michelle David, assistée de Gina Pignier
- Photographe de plateau : Jean-Louis Castelli
- Maquillage : Maguy Vernadet
- Mireille Darc est habillée par Ferraud et coiffée par Carita
- Régisseur général : Jean Pieuchot
- Chef électricien : Élie Fontanille
- Assistant manager : Gérard Crosnier
- Administrateur : Madeleine Feix
- Script-girl : Hélène Sébilotte
- Tirage : Laboratoire C.T.M de Gennevilliers
- Mixage : Poste Parisien (Louis Perrin)
- Production : Ardennes Films, Transiter Films, Cocinor (Comptoir Cinématographique du Nord), Les Films Marceau, Columbus Films (Franco-Italienne)
- Directeur de production : Adeline Crouset
- Distribution : Cocinor
- Pays de production :  France -  Italie
- Langue originale : français
- Format : Noir et blanc - Son mono - 35 mm
- Genre : Comédie noire et film de gangsters
- Durée : 95 minutes
- Date de sortie :
  - France : 6 mai 1964
- Affiche : Charles Rau (France)

## Distribution
| - Louis de Funès : Jacques, le cousin de Jérôme, dit « Jockey-Jack », petit truand - Michel Serrault : Jérôme Martinet, contrebassiste et comédien - Maurice Biraud : Jo Arengeot, un petit truand sortant de prison - Mireille Darc : Rockie « La Braise », la femme entretenue - Francis Blanche : L'oncle Absalon, le savant farfelu - Venantino Venantini (Voix : Charles Millot) : Pierre Michon, comédien - Raymond Meunier : « La Douane », un complice de Jo - Bice Valori (Voix : Madeleine Barbulée) : La tante Olphie (non créditée) - Gianni Musy (Voix : André Weber) : Riton « Pommes-Chips », le petit truand assassiné - Darry Cowl : Gratiopoulos, le milliardaire à la soirée - Jacqueline Rivière : Dorothée, l'ex-collègue musicienne de Jérôme - Malka Ribowska : La comédienne qui joue la comtesse Natacha - Barbara Brand : La comédienne qui joue Sonia - Hubert Deschamps : Le général Frédéric Cédille - Yves Barsacq : L'inspecteur de police - Guy Grosso : Émile, le barman - Colette Régis : Christine, la maîtresse de maison | - Raymone : Palmyre, la folle - Charles Bouillaud : Léon, le concierge du théâtre - Emile Riandreys : Le régisseur machiniste du théâtre - Michel Dacquin : Le pasteur - Michel Dupleix : Un accessoiriste - Simone Landry : Une invitée de Christine - Hélène Laffly : Une invitée de Christine - Pierre Bataille - Roger Paschel - Paola Barbara - Marcel Bernier : Un accessoiriste qui pelote Rockie dans l'ascenseur - Albert Michel : Un joueur de tiercé - Marc Arian : Un joueur de tiercé / Un figurant au théâtre - Anne-Marie Blot : La fille à la casquette à la soirée - Philippe Castelli : L'interne de l'hôpital au téléphone - Andrès : Un invité à la soirée - Georges Billy : Un invité à la soirée - Léon Zitrone : La voix commentaire du tiercé |

## Entrées en salles
Le film a fait 1 517 887 entrées au Box-office France 1964.